# Trasformazione dell'Impero ottomano
Con trasformazione dell'Impero ottomano si intende il periodo nella storia dell'Impero ottomano che va grossomodo dalla metà del XVI secolo agli inizi del XVII secolo, ovvero dalla fine del regno di Solimano I (1566) alla deposizione di Mustafa II (1703).
Il periodo fu caratterizzato da grandi cambiamenti politici, sociali ed economici, che determinarono la trasformazione dell'impero da uno Stato patrimoniale e fortemente espansionista a un impero essenzialmente burocratico e statico. Tali cambiamenti furono in larga parte precipitati da una crisi politica ed economica agli inizi del '600 (effettiva e condivisa pure da vari Stati europei; si veda crisi del XVII secolo); eppure, nonostante queste difficoltà, l'Impero riuscì a mantenere gran parte della sua potenza.
Nella storiografia tradizionale il XVII secolo era visto come periodo di crisi per lo Stato ottomano (si veda tesi del declino ottomano), mentre dagli anni 1980 in poi gli storici hanno preferito parlare di crisi, adattamento e trasformazione.

## Territorio
In confronto al precedente periodo di grande espansione, l'estensione dell'impero si mantenne stabile. L'espansione in realtà era già rallentata nella fase finale del regno di Solimano il Magnifico (r. 1520-1566), quando fu necessario consolidare i territori acquisiti tra il 1514 e il 1541 prima di poter occuparne altri, ma comunque non si arrestò del tutto: nella guerra ottomano-veneziana (1570–1573) gli ottomani conquistarono Cipro veneziana e parte della Dalmazia, mentre nel 1574 conquistarono definitivamente Tunisi, all'epoca presa e perduta più volte tra cristiani e musulmani.
Ripresero quindi le ostilità con la Persia safavide: nella guerra ottomano-safavide (1578-1590) gli ottomani occuparono Georgia e Azerbaigian e così nel 1590, sotto Murad III, l'impero raggiunse la massima espansione. Si ebbe quindi la Lunga Guerra (1593-1606) contro la Monarchia asburgica, che però non ebbe esito decisivo e per gli ottomani costituì solo una distrazione dalla Persia, la quale con la guerra ottomano-safavide (1603-1618) annullò le precedenti conquiste ottomane. Nel 1638 i due Stati concordarono di tornare ai confini del 1555.
Si ebbero pure continue ribellioni in due regioni della penisola arabica, tanto da indurre gli ottomani ad abbandonarle: l'eyalet dello Yemen nel 1636 e l'eyalet di Lahsa nel 1670. Dal 1645 al 1669 l'impero fu impegnato anche nella guerra di Candia contro la Repubblica di Venezia.
Nella seconda metà del XVIII secolo si verificò invece la ripresa dell'espansione contro l'Europa continentale: con la guerra polacco-ottomana (1672-1676) fu tolta la Podolia alla Polonia-Lituania, mentre la guerra russo-turca (1676-1681) contro il Regno russo non ebbe esito altrettanto chiaro. Questi tentativi espansionistici toccarono il culmine nel 1683, anno in cui gli ottomani giunsero ad assediare Vienna. La battaglia di Vienna si risolse però in un disastro per gli ottomani; i vari Stati cristiani sin qui ricordati si affrettarono a unirsi in una Lega Santa, che combatté la grande guerra austro-turca (1683-1699) in cui i coalizzati riuscirono non solo ad annullare le precedenti occupazioni degli ottomani, ma a sottrarre loro territori: l'Austria conseguì il suo secolare intento di scacciare gli ottomani dall'Ungheria, mentre Venezia occupava il Peloponneso (detto Morea). L'esito della guerra, sfavorevole all'impero, fu riconosciuto dalla pace di Carlowitz (1699): gli ottomani restituirono alla Polonia-Lituania la Podolia e a Venezia la Dalmazia (ma non Cipro, "compensata" però dal riconoscimento del Peloponneso; si veda Morea Veneziana).
Per tutto il successivo XVIII secolo l'Impero ottomano si concentrò essenzialmente in una politica difensiva lungo il Danubio.

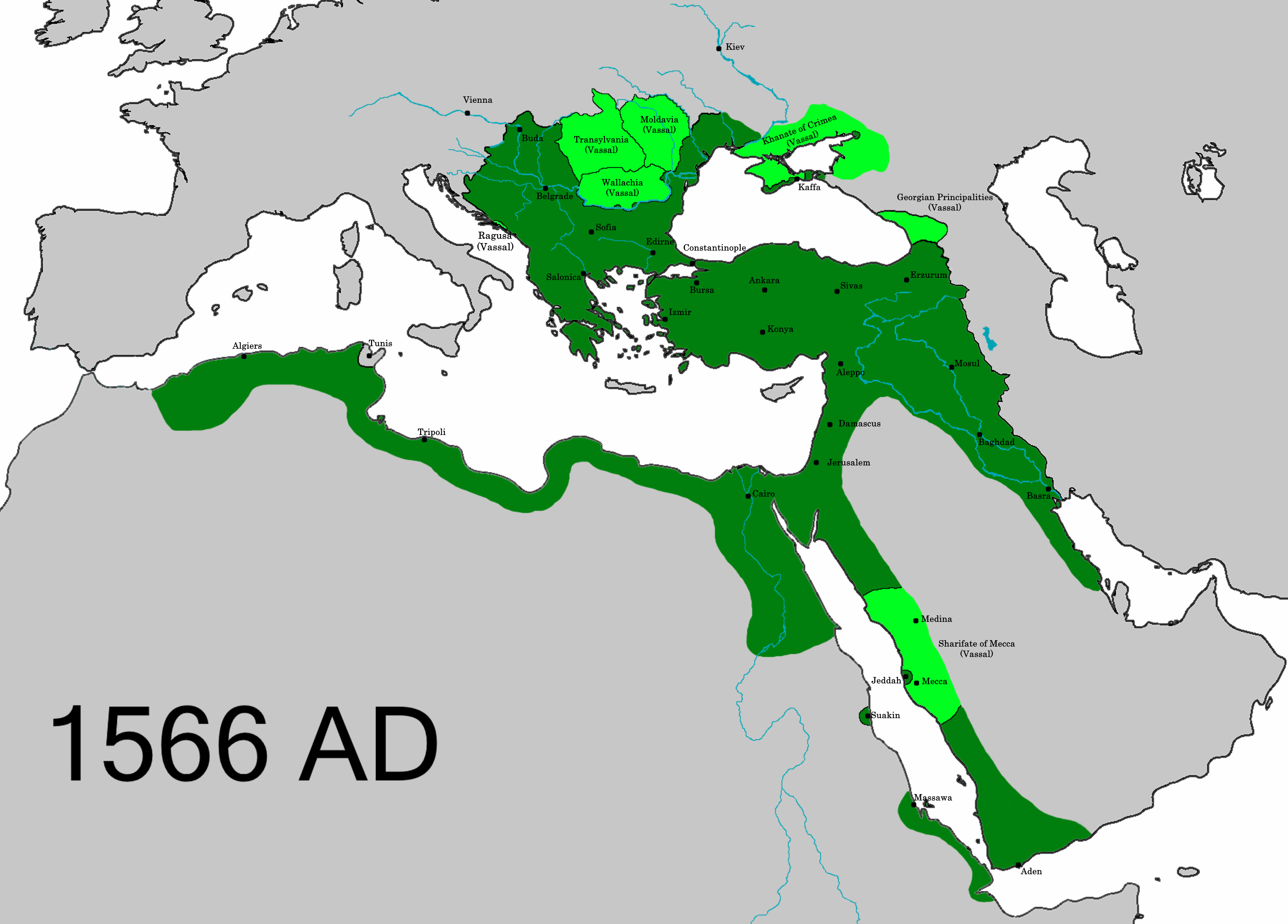
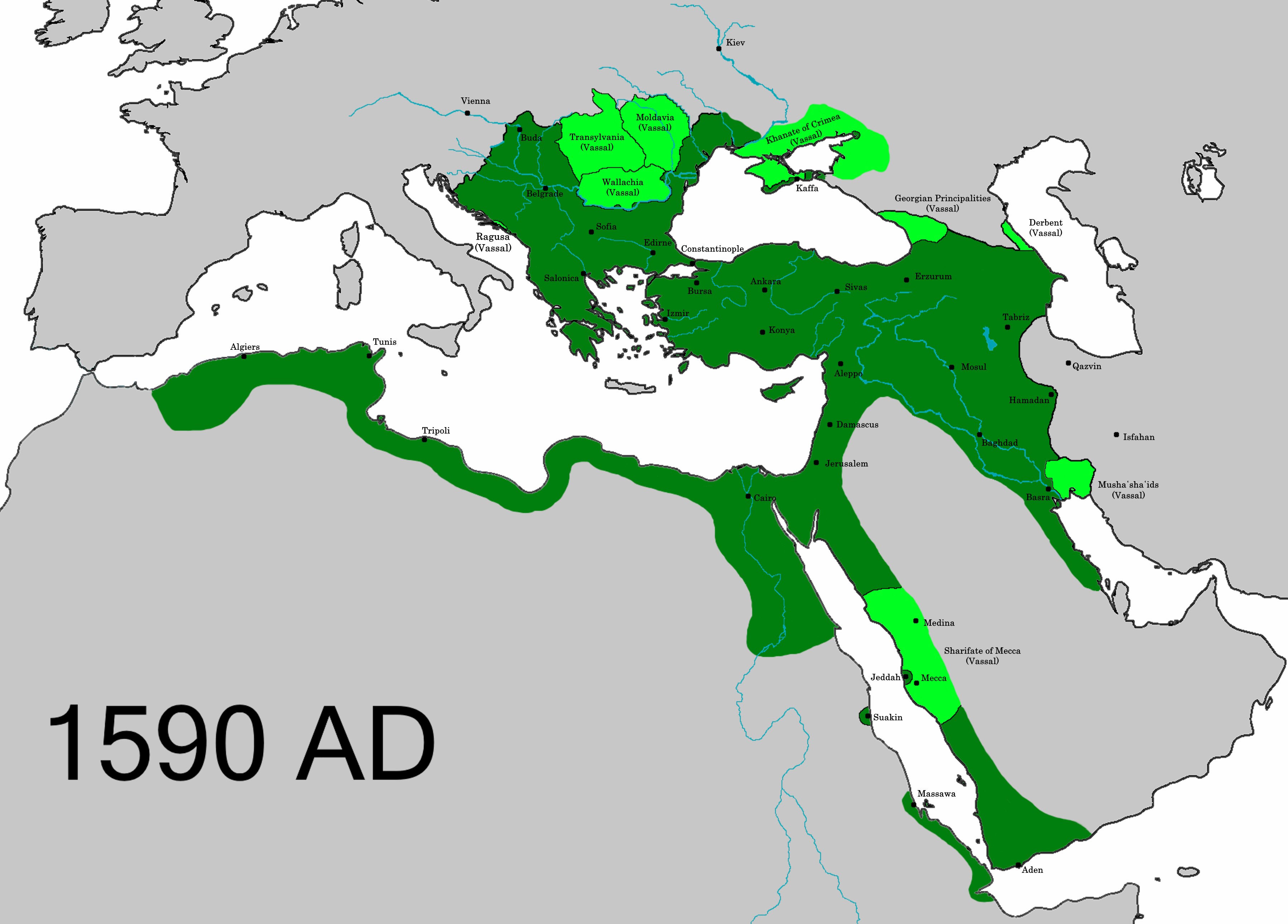
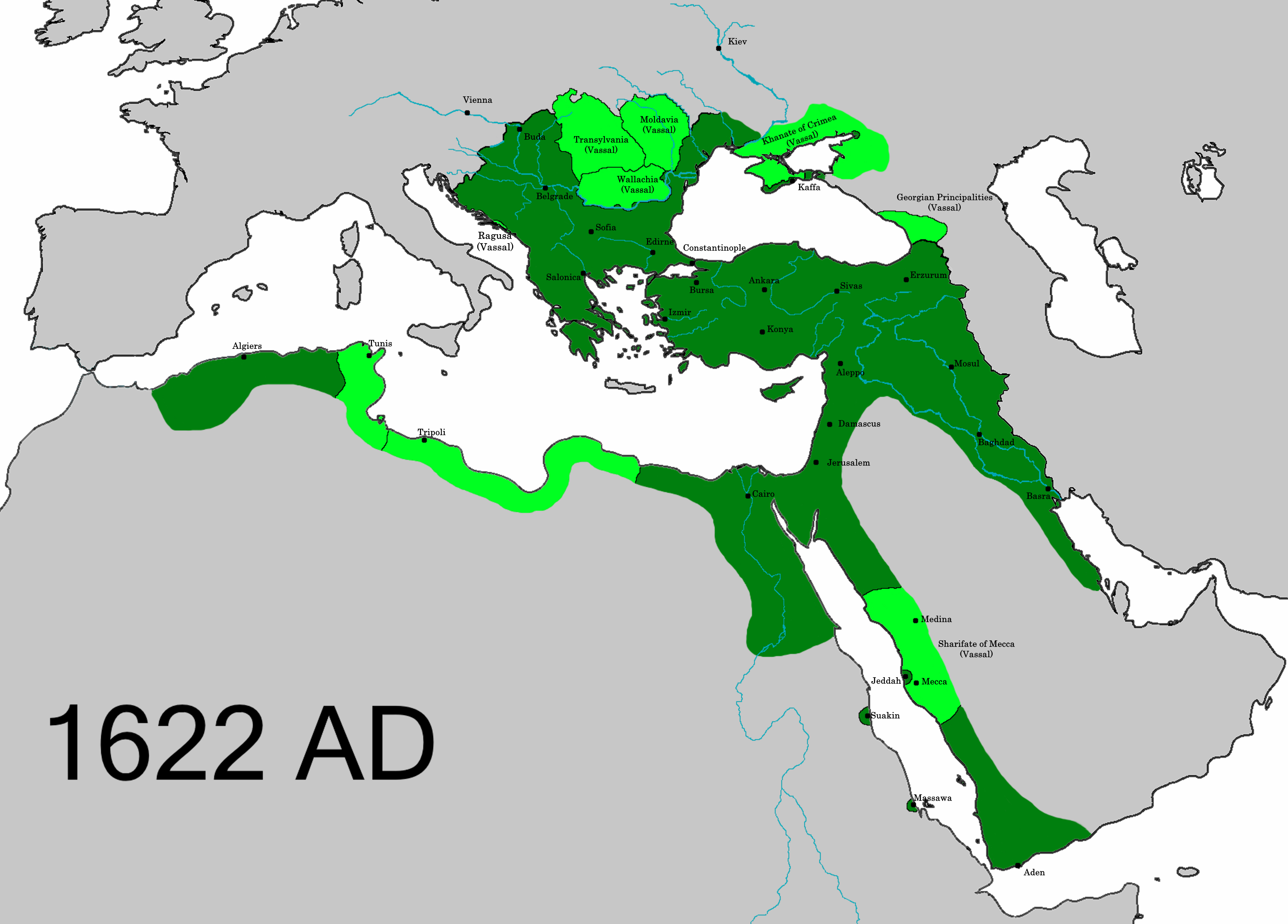
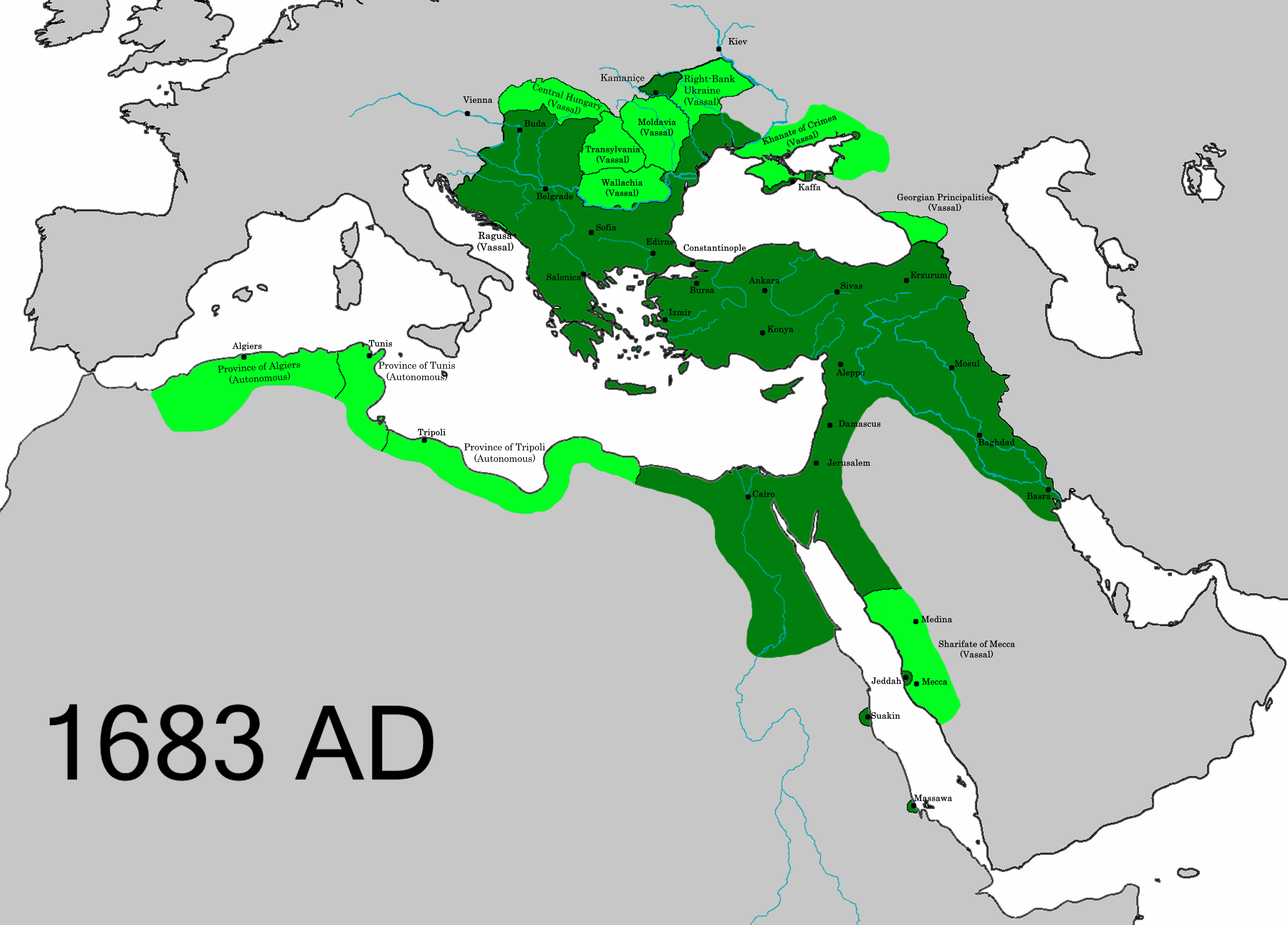
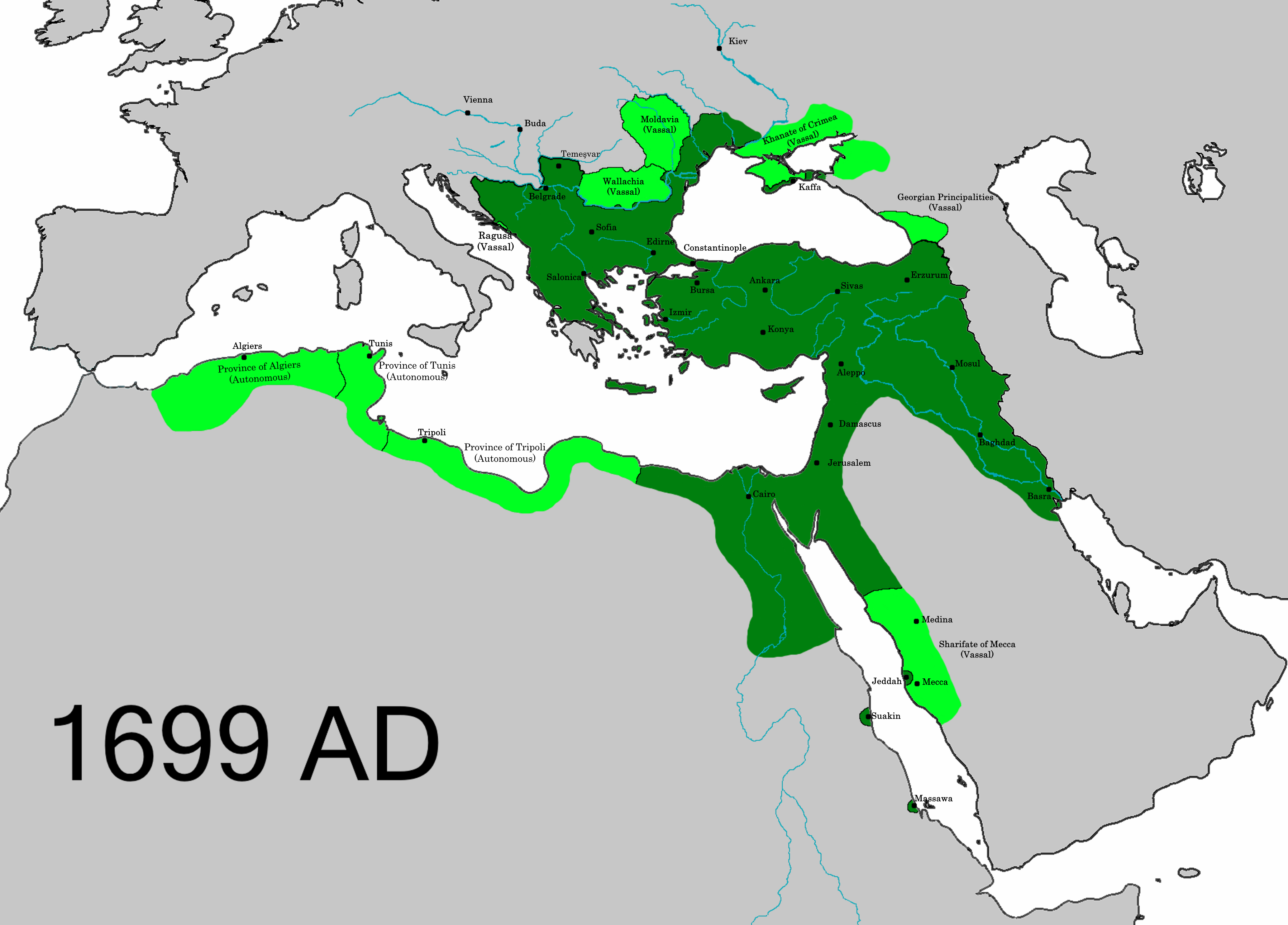

## Demografia
Come per la maggior parte degli Stati dell'epoca, è difficile stabilire la popolazione precisa dell'Impero ottomano. Di conseguenza gli storici preferiscono studiare incrementi o decrementi demografici in base alla regione. All'epoca i Balcani e l'Anatolia vissero una rapida crescita demografica, come d'altronde l'Europa, stimata in un incremento del 60% tra il 1520 e il 1580. Tale crescita determinò in Anatolia una pressione sulle terre coltivate, che non bastavano più a sostentare l'intera popolazione. Molti contadini privi di terre si diedero quindi al banditismo o alle rivolte Celali, le quali finivano per peggiorare ulteriormente la situazione agricola. Limitare il banditismo divenne quindi un problema centrale per l'impero: un metodo consisteva nel reclutare i contadini ribelli come truppe armate di moschetto, i sekban. Furono tentati anche altri metodi: nel 1659 fu inviata una forza d'ispezione che sequestrò 80,000 armi da fuoco detenute illegalmente.
Dopo la tumultuosa crescita cinquecentesca, nel XVII secolo la popolazione si mantenne stabile e in alcune regioni scemò, nuovamente in maniera analoga a quanto visto in Europa.
La principali città dell'impero erano la capitale Kostantîniyye (dal 1923 Istanbul), che attorno al 1550 contava forse più di 500 000 abitanti, seguita da Il Cairo (circa 400,000 abitanti attorno al 1660), mentre gli altri centri non si avvicinavano neppure alla loro consistenza demografica. Izmir divenne uno snodo commerciale, con forse 90,000 abitanti attorno al 1650; Aleppo passò da 46,000 abitanti nel 1580 a 115,000 nel 1680; Bursa, importante centro per la tessitura della seta, nel '600 contava tra i 20,000 e i 40,000 abitanti.
Ultimo aspetto importante da sottolineare è la crescita della popolazione musulmana nei territori europei dell'impero, sia tramite immigrazione sia anche conversione volontaria degli abitanti delle campagne balcaniche. Ciò avvenne soprattutto in Albania, Macedonia e Bulgaria.

## Economia
L'innovazione più significativa di questo periodo fu probabilmente la monetizzazione dell'economia e la conseguente trasformazione del timar (un sistema simile al feudalesimo). Nel tardo XVI secolo, la moneta iniziò a circolare anche in ambito rurale, in specie per l'esazione delle tasse, che non furono più versate in natura. I feudi timar, che in precedenza finanziavano direttamente gli eserciti stanziati nelle province, furono ritenuti obsoleti e confiscati dall'amministrazione imperiale, per avviarne le rendite ad altri scopi.

### Bilancio
Alla fine dell'anno l'amministrazione centrale redigeva un bilancio con le entrate e le uscite imperiali. Un ruolo speciale era giocato dall'eyalet d'Egitto; dopo aver coperto le spese locali, ogni anno la provincia inviava il suo surplus a Istanbul. L'Egitto era particolarmente ricco e questa rendita si aggirava attorno ai 72,000,000 akçe. In questo periodo le entrate imperiali crebbero da 183,000,000 (nel 1560) a 581,000,000 (nel 1660) di akçe. Questa crescita, del 270%, non era tuttavia sufficiente a superare l'inflazione, così che l'impero per gran parte del XVII secolo era in deficit. Alla fine del XVIII secolo, dopo le sconfitte nella guerra contro la Lega Santa e le successive riforme attuate dall'impero, le entrate raggiunsero il miliardo di akçe, riuscendo così a vanificare l'impatto dell'inflazione.

### Moneta
La crescente monetizzazione dell'economia coincise alla rivoluzione dei prezzi in Europa, un periodo di inflazione dovuto tra l'altro al massiccio afflusso di metalli preziosi dal Nuovo Mondo alla Spagna. Di conseguenza anche la moneta argentea ottomana, l'akçe, subì fluttuazioni, in particolare dopo uno svilimento attuato nel 1585. Questa situazione durò per gran parte del '600, finché negli anni 1690 l'impero attuò una vasta riforma monetaria, prendendo a coniare nuove monete di argento e di rame.

### Commercio
All'epoca il caffè, proveniente dallo Yemen, iniziò a divenire un bene di consumo. L'impero beneficiava dalla sua importazione che andava dallo Yemen al Cairo in Egitto, da cui veniva poi smerciato in tutto l'impero; il volume di questo traffico si aggirava sulle 4,000 o 5,000 tonnellate di caffè annue alla fine del '600.
Viceversa, il commercio ottomano nel Mar Nero subì un momento di crisi dovuto alle azioni di disturbo dei cosacchi.

## Governo

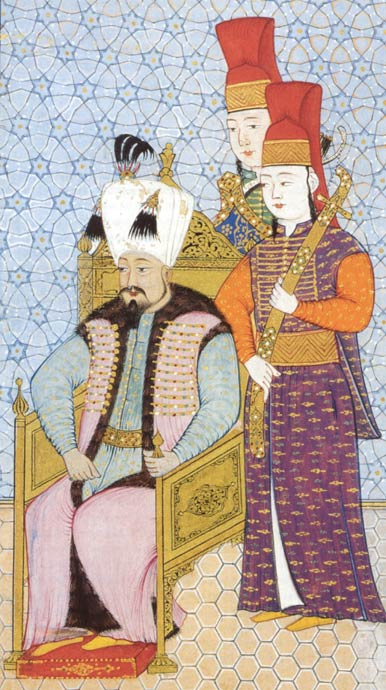
Mehmed IV fu il sultano ottomano del XVII secolo dal regno più duraturo (r. 1648–1687)

Se nel 1550 l'impero era uno Stato patrimoniale in cui il potere era detenuto esclusivamente dal sultano, nel giro di centocinquant'anni vi fu una trasformazione politica per cui il monopolio del sultano fu rimpiazzato da un sistema multipolare, in cui il potere era informalmente condiviso tra vari individui e fazioni. Alcuni sultani, come Osman II e Murad IV, cercarono di opporsi a tale processo; il primo fu vittima di regicidio nel 1622.
Questa trasformazione fu determinata anche da vari cambiamenti nella natura della successione regale. Nel '500 i principi della famiglia imperiale erano soliti assumere posizioni di governo provinciale non appena raggiunta la maggiore età. Mehmed III (r. 1595–1603) invece morì prima che i suoi figli fossero maggiorenni e il suo successore Ahmed I assunse il trono da fanciullo; da allora i principi non furono più inviati nelle province. È anche possibile che questa pratica fu abbandonata per impedire la guerre fratricide degli ultimi anni di Solimano I. Infatti a quest'epoca venne meno anche la pratica del fratricidio regale, praticata sin dai tempi di Maometto II, forse come reazione ai fratricidi che avevano accompagnato l'ascesa di Murad III e Mehmed III, insolitamente violenti, in cui furono uccisi dozzine di giovani maschi in quanto potenziali eredi. Il risultato di tutto ciò fu che l'intera famiglia imperiale iniziò a restare a Istanbul; nel 1617, inoltre, ad Ahmed I successe non uno dei figli, bensì suo fratello Mustafa I. Ciò dimostra che non il singolo sultano, ma la dinastia ottomana era ora considerata detentrice della sovranità.
L'esistenza di vari eredi maschi adulti facilitò l'emergere di centri di potere collaterali. Due figure importanti erano il Sheikh-ul-Islam, capo della gerarchia religiosa ottomana, e la Valide Sultan, la regina madre. In varie occasioni queste due figure detennero immenso potere, tanto da essere riconosciute dalle varie fazioni governative e giungere a deporre ed elevare sultani. Importanti regine madri furono Kösem Sultan, madre di Murad IV e Ibrahim I, e Turhan Sultan, madre di Mehmed IV.
Altro luogo di potere era l'esercito ottomano, in particolare i giannizzeri e i corpi di cavalleria imperiale. La consistenza dei primi crebbe da 7,886 nel 1527 a 39,282 nel 1609. Molti di questi combatterono nelle guerre imperiali, mentre altri erano giannizzeri solo di nome: godevano dei benefici della loro condizione ma ne evitavano gli obblighi militari. Ebbero comunque il merito di agire da mediatori tra l'esercito e i sudditi comuni dell'impero, dando loro voce in capitolo nel gioco politico. I giannizzeri erano soliti esprimere il loro disappunto per le politiche imperiali attuando proteste e ribellioni. In ultima analisi, si trasformarono da forza combattente d'élite a un'organizzazione ibrida, in parte militare e in parte sociopolitica, mantenendo comunque un importante influsso sul governo imperiale.

### Casate politiche
Altro sviluppo dell'epoca fu il fiorire delle kapı, casate politiche di singoli membri dell'élite. La prima casata dell'impero era il palazzo del sultano a Istanbul, che vari esponenti politici tentarono di emulare in scala ridotta. I governatori provinciali iniziarono a mantenere schiere di domestici ed autentici eserciti privati. La crescita in ricchezza e potere dei massimi amministratori provinciali fu un'arma a doppio taglio: essi dispiegavano il loro potere per far valere il centralismo imperiale e combattere i nemici esterni, ma se si ribellavano potevano costituire nemici formidabili. La più eminente di queste casate fu quella di Mehmet Köprülü, che durante il suo mandato di gran visir tra il 1656 e il 1661 piazzò suoi membri fidati in posizioni autorevoli. Ancora agli inizi del XVIII secolo posizioni importanti erano detenute da individui che a suo tempo erano cresciuti nella casata di Köprülü.

### Burocrazia
In quest'epoca la burocrazia (mālīye) aumentò sensibilmente sia in consistenza sia nel suo campo d'azione. Nel 1549 l'amministrazione centrale contava solo 38 scribi salariati, mentre nel 1593 ce n'erano 183. Abbandonato il sistema del timar, il gettito fiscale non era più distribuito in scala locale alle truppe locali, ma inviato alla capitale. Vi era sia l'esazione diretta (emānet) sia l'appalto detto iltizam. Per far fronte a questo sistema fiscale era dunque richiesta una più ampia burocrazia; si formarono varie branche e furono creati incarichi scribali sempre più specializzati. La burocrazia si mantenne di buon livello anche perché le modalità di assunzione degli scribi erano rigorose. Inoltre, agli inizi del '700, la burocrazia abbandonò la sua precedente sede, il Palazzo imperiale, a sottolineare la sua crescente indipendenza dalla casata del sultano. Divenne, infine, una forza stabilizzatrice per l'impero: mentre sultani e visir si avvicendavano, la burocrazia garantiva la continuità dell'amministrazione imperiale.

## Forze armate

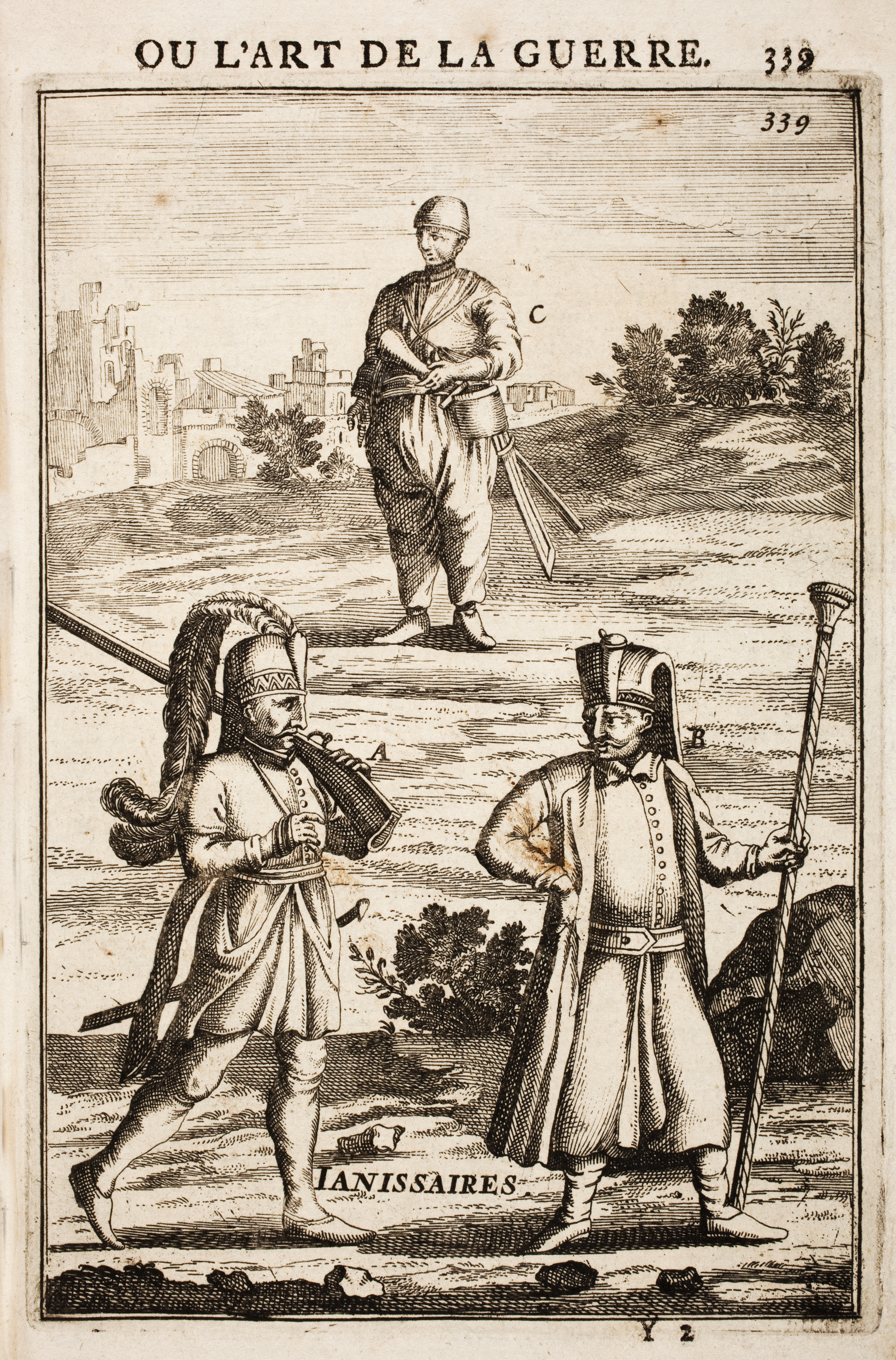
Giannizzeri in una rappresentazione europea secentesca

Anche le forze armate ottomane mutarono drasticamente in quest'epoca. Agli inizi dell'impero, l'esercito era costituito soprattutto di cavalleria (in proporzione di 3:1 o addirittura 4:1 rispetto alla fanteria). In conseguenza allo stabilizzarsi delle frontiere rispetto al precedente periodo di rapida espansione, oltre che alla sempre maggiore importanza dell'uso bellico della polvere da sparo, l'impero si adattò ampliando la sua base di reclutamento per poter mettere in campo vaste schiere di fanteria: entro gli anni 1690, il 50-60% delle forze terrestri era costituito da fanti. Per quanto riguarda invece il numero assoluto, la consistenza totale delle forze di terra ottomane dell'epoca è stata stimata in 65,000-70,000 uomini in totale, tra l'esercito permanente e i timarioti, cui si aggiungevano irregolari e truppe inviate dagli Stati vassalli (importanti quelle del Khanato di Crimea).
L'impero subì un'importante sconfitta nella guerra austro-turca (1683-1699), ma secondo ricostruzioni recenti ciò fu dovuto non tanto (o comunque non esclusivamente) alla sua inferiorità militare, come si credeva in passato, quanto alla difficoltà nel dover combattere su più fronti e dall'efficace coordinazione dimostrata invece dai coalizzati della Lega cristiana.

### Esercito
L'esercito ottomano si articolava in tre branche principali: la fanteria, ovvero il corpo d'élite dei giannizzeri; la cavalleria, ovvero gli spahi, articolati nelle cosiddette Sei divisioni; l'artiglieria. Questo era l'esercito permanente, di stanza a Istanbul e alle dirette dipendenze del sultano; era soggetto ad addestramento e pagato in contanti ogni tre mesi. Oltre all'esercito imperiale, vi erano forze stanziate nelle province.
La paga all'esercito permanente costituiva di gran lunga la singola voce di spesa più consistente dell'impero, alle volte assorbendo metà del bilancio. Inoltre la sua consistenza crebbe sensibilmente nel periodo in questione, passando dalle 29,175 unità del 1574 ai 75,868 del 1609, anche se dopo tale data si mantenne attorno a tale cifra per tutto il resto del secolo.
Inoltre, con il passare del tempo i giannizzeri e gli spahi divennero sempre più coinvolti nel gioco politico e si preoccuparono sempre meno dei loro doveri bellici.

### Marina
A differenza dell'esercito, la marina ottomana del periodo non rimase una forza altrettanto efficiente: nella battaglia di Lepanto gli ottomani persero abili comandanti e marinai, difficili da rimpiazzare. Inoltre, gli interessi ottomani furono distolti dal Mediterraneo dallo scoppio della guerra ottomano-safavide (1578-1590), che indusse l'impero a siglare una tregua con la Spagna asburgica, ponendo così fine alle grandi battaglie navali mediterranee tipiche della metà del '500. Il successivo conflitto navale combattuto dagli ottomani si ebbe quasi settant'anni dopo, con la guerra di Candia (1645-1669) contro Venezia. Le navi veneziane riuscirono a imporre un blocco ai Dardanelli e a infliggere perdite alle marinerie ottomane, in particolare nella battaglia dei Dardanelli (1656), ritenuta la peggiore sconfitta della marina ottomana dopo Lepanto. Nonostante le difficoltà, alla fine gli ottomani infransero il blocco e nel 1669 poterono ultimare la conquista di Candia.
Dopo Candia, la marina ottomana tentò di modernizzarsi e di convertire gradualmente le sue galee superstiti in galeoni.

## Vita religiosa e intellettuale

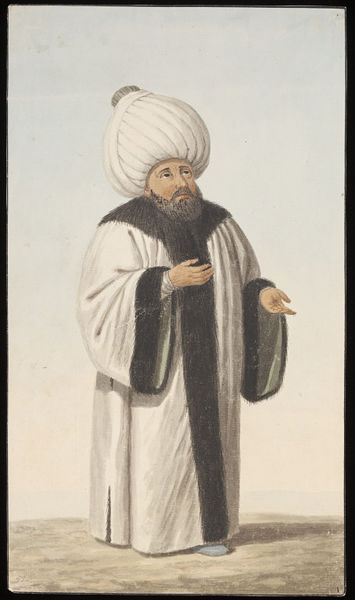
Lo sheikh-ul-Islam dell'Impero ottomano

Le riforme legali (1545-1574) di Ebussuud Efendi stimolarono negli intellettuali ottomani il dibattito su questioni di interesse sociale. La società ottomana era in dubbio sulla liceità religiosa e morale di nuovi beni di consumo come caffè e tabacco, che furono ora consentiti ora vietati. Parimenti, si dibatteva sulla legalità di alcune pratiche legate al sufismo, avversate dal gruppo conservatore dei kadızadelis, che si opponevano a qualsiasi pratica religiosa da essi ritenuta innovante (bid'ah). I kadızadelis predicavano a Istanbul e ottennero anche l'appoggio di due sultani, Murad IV e Mehmed IV. Ciononostante, numerosi erano pure i dotti islamici che ne ridicolizzavano l'eccessivo conservatorismo. Il predicatore Vani Mehmed Efendi risiedette a palazzo e agì come consigliere spirituale di Mehmed IV, ma dopo l'assedio di Vienna (1683) cadde in disgrazia e fu bandito dalla corte; dopo di lui i kadızadelis non ottennero più sostegno ufficiale dai sultani.
La vita intellettuale fu influenzata pure dall'arrivo di studiosi dall'Iran e dal Kurdistan, che nel campo dell'analisi scientifica promuovevano l'idea di taḥqīq, "verifica", in contrasto a quella di taqlīd, la semplice "imitazione" di scoperte che si davano già per acquisite dalle generazioni precedenti. Il risultato fu una nuova produzione di opere su argomenti razionalistici quali logica, dialettica e matematica. Altri generi letterari coltivati all'epoca furono il nasîhat, "libro dei consigli" indirizzati ai sultani (paragonabile allo speculum principis occidentale), e la storiografia, che si allontanò dalla prosa persianeggiante delle opere precedenti e mirò a un linguaggio maggiormente turco e più diretto.

## Storia politica

### Successori di Solimano
Solimano I fu il sultano più longevo della storia ottomana, ma gli ultimi anni del suo regno furono caratterizzati dall'incertezza su chi sarebbe stato il suo successore. Egli aveva tre figli che potevano sperare di avere successo, Mustafa, Bayezid e Selim. Mentre gli ultimi due erano figli della moglie di Solimano, Hürrem Sultan, il primo era il figlio di Mahidevran. Mustafa potrebbe aver pensato che i suoi fratellastri possedessero un ingiusto vantaggio su di lui, e lavorò quindi per assicurarsi il favore dei militari. Sospettando forse che Mustafa avesse intenzione di detronizzarlo proprio come suo padre aveva fatto con suo nonno, Solimano agì per primo e nel 1553 ordinò che Mustafa venisse giustiziato. La morte di Hurrem Sultan nel 1558 innescò un conflitto aperto tra i due candidati rimanenti e alla fine Selim ne uscì vittorioso. Solimano rafforzò ulteriormente la posizione di suo figlio organizzando un matrimonio tra la figlia di Selim e l'influente Sokollu Mehmed Pascià (Gran visir 1565-1579). Solimano morì nel 1566, mentre assediava la fortezza di Szigetvar in Ungheria, portando Selim al trono.
Selim II era un sovrano relativamente inattivo che si accontentava di delegare al competente Sokollu Mehmed la gestione dell'impero a nome suo. Sokollu portò avanti una politica estera di vasta portata, inviando eserciti in territori distanti come lo Yemen a sud e Astrachan' a nord. Ciò che fu più significativo, tuttavia, fu la conquista di Cipro nel 1570 e la successiva sconfitta ottomana nella battaglia di Lepanto, che aprì la strada a una tregua ispano-ottomana nel 1580 e alla continua distensione nel Mediterraneo. Ciò permise agli Ottomani di concentrare la loro espansione a oriente contro l'Iran safavide, dove fu combattuta una guerra lunga e devastante dal 1578 al 1590, dalla quale gli Ottomani emersero con conquiste significative, anche se di breve durata.
Selim morì nel 1574 e gli succedette il figlio Murad III (r. 1574–95). Questo sovrano, come i suoi due successori Mehmed III (r. 1595-1603) e Ahmed I (r. 1603-1617), fu fortemente influenzato dalle scene mutevoli della politica di palazzo. Il più significativo fu l'aumento dell'importanza dell'harem. Se il potere di Hurrem Sultan era basato sul suo rapporto personale con Solimano, le donne imperiali di questo periodo derivavano il loro potere dalla struttura istituzionale dell'harem, che poneva un immenso potere nelle mani della madre del sultano, la Valide Sultan. Ciò era direttamente correlato ai cambiamenti in atto nel sistema di successione, per cui i principi non si recavano più nelle province per assumere i governatorati, ma rimanevano nell'harem di Istanbul. Dall'era di Murad III in poi, i sultani non dormivano più nel segmento maschile del Palazzo Topkapi ma risiedevano in una nuova camera da letto all'interno dell'harem. A causa del ruolo crescente delle donne imperiali nella vita politica, questo periodo viene talvolta definito come Sultanato delle donne.

### Crisi e adattamento
Il governo ottomano all'inizio del secolo si trovò di fronte a una grave crisi militare ed economica. La guerra scoppiò con gli Asburgo austriaci nel 1593 proprio quando l'Anatolia sperimentò la prima di numerose ribellioni Celali, in cui bande di banditi rurali si raggrupparono sotto i signori della guerra provinciali per devastare le campagne. Nel 1603 Scià Abbas dei Safavidi lanciò una nuova guerra contro gli Ottomani, annullando tutti i guadagni che avevano fatto nei decenni precedenti. Così gli Ottomani si ritrovarono contemporaneamente a combattere su tre fronti, in un momento in cui l'economia si stava ancora riprendendo dalla svalutazione della valuta del 1585. Per superare questa sfida, adottatorono una strategia innovativa di cooptazione delle forze ribelli nella struttura dell'impero. Gli eserciti dei Celali furono presidiati da banditi anatolici noti come sekban, ex contadini che cercavano un sostentamento alternativo nel duro clima economico di inizio secolo. Quando fu data l'opportunità, questi uomini erano desiderosi di guadagnare la paga e lo status prestando servizio nell'esercito ottomano come mercenari. Reclutando tali uomini nell'esercito ottomano come moschettieri, le loro energie furono reindirizzate dal banditismo e utilizzate contro i nemici esterni dell'impero. Anche i capi Celali, a volte, ricevevano incarichi all'interno dell'amministrazione provinciale per pacificarli. Ciò non pose fine all'anarchia in Anatolia, ma ne rese più facile la gestione. Nel 1609 il gran visir Kuyucu Murad attraversò l'Anatolia con un esercito, spazzando via ovunque trovasse i Celali ponendo fine alla maggior parte delle loro attività.
Le guerre con gli Asburgo e i Safavidi si trasformarono alla fine in una situazione di stallo. Mehmed III guidò personalmente l'esercito ottomano alla vittoria sugli Asburgo nella battaglia di Mezőkeresztes nel 1596, e gli ottomani continuarono a conquistare le fortezze ungheresi di Eger e Nagykanizsa, ma alla fine nessuna delle due parti fu in grado di ottenere una vittoria decisiva e la guerra fu portata a termine nel 1606 con il Trattato di Zsitvatorok. La guerra con i Safavidi continuò a trascinarsi fino al 1618.
Il reclutamento dei sekban come moschettieri faceva parte di un più ampio processo di riforma militare e fiscale che fu portato avanti durante questo periodo. L'esercito di cavalleria che era stato sostenuto dal sistema Timar durante il XVI secolo stava diventando obsoleto a causa della crescente importanza della fanteria armata di moschetti, e gli ottomani di conseguenza cercarono di adattarsi ai tempi. L'esercito centrale fu notevolmente ampliato, in particolare il corpo dei giannizzeri, la principale forza di fanteria dell'impero. I giannizzeri iniziarono a sperimentare nuove tattiche sul campo di battaglia, diventando uno dei primi eserciti in Europa a utilizzare il tiro al volo. Per pagare l'esercito recentemente ampliato, gli ottomani ampliarono la pratica della cosiddetta "agricoltura fiscale", precedentemente utilizzata principalmente nelle province arabe. I diritti di tassazione che in precedenza venivano concessi ai cavalieri venivano ora venduti al miglior offerente, una pratica che era in uso anche in gran parte dell'Europa. Anche altre tasse furono riformate, con la tassa di guerra nota come avarız che divenne permanente e fornì il 20% delle entrate annuali dell'impero. Queste riforme aumentarono notevolmente le entrate disponibili per il governo centrale e giocarono un ruolo importante nella forza continua dell'impero per tutto il secolo. Per accogliere questi cambiamenti, la burocrazia fu ampliata e diversificata, arrivando a svolgere un ruolo molto più ampio nell'amministrazione dell'impero.

### Regicidio e guerre
La morte di Ahmed I nel 1617 portò suo fratello al trono come Mustafa I, la prima istanza di un sultano che riuscì per anzianità. Tuttavia, in breve tempo divenne evidente che Mustafa non era mentalmente sano, e fu deposto l'anno successivo a favore del figlio del sultano di Ahmed, Osman II, allora di 13 anni. Osman II era un sovrano eccezionalmente energico e cercò di ripristinare l'autorità del sultanato ottomano sugli altri gruppi di fazioni all'interno dell'impero. Ciò suscitò la rabbia sia dell'establishment religioso che dei giannizzeri e della cavalleria imperiale. Le relazioni divennero particolarmente tese dopo la fallita campagna polacca del sultano, in cui l'esercito sentiva di essere stata maltrattata. Dopo il loro ritorno a Istanbul, Osman II annunciò il suo desiderio di compiere il pellegrinaggio alla Mecca; si trattava infatti di un piano per reclutare un nuovo e più fedele esercito in Anatolia, al di fuori delle forze bandito-mercenarie che avevano preso parte alle ribellioni dei Celali e alle guerre ottomane con gli Asburgo e i Safavidi. Per impedirgli di attuare questo piano, l'esercito imperiale lanciò una rivolta il 18 maggio 1622 e due giorni dopo, con l'approvazione dello Sheikh ul-Islam Osman II fu giustiziato. Questo evento, il regicidio legalmente approvato di un monarca ottomano regnante, cementò la trasformazione dell'impero da un impero patrimoniale in uno in cui il potere era condiviso tra le varie sedi dell'autorità.
Il regicidio fu seguito dalla rivolta di Abaza Mehmed Pasha, allora governatore di Erzurum, che giurò di vendicarsi dagli assassini del sultano e massacrò i giannizzeri ovunque si trovassero. Mustafa I, che era stato messo al trono per la seconda volta, fu deposto ancora una volta e sostituito dal figlio di Ahmed I, Murad IV, ancora un bambino. Così, con un bambino sul trono e con Istanbul sotto il controllo di una cricca di giannizzeri e con Abaza Mehmed che imperversava a est, i Safavidi videro un'altra opportunità per attaccare e presero il controllo di Baghdad nel gennaio 1624, anche se non furono in grado di avanzare a Diyarbakir. Nel 1628 la rivolta di Abaza Mehmed fu soppressa dal gran visir Husrev Pasha, il cui licenziamento nel 1632 scatenò una rivolta dei giannizzeri. Questo evento alimentò il desiderio di Murad IV di riprendere il controllo dello stato, e da quel momento in poi iniziò a esercitare il potere a pieno titolo. Egli attuò una riforma della proprietà terriera militare nel tentativo di rafforzare l'esercito, incoraggiò il reinsediamento dei contadini dei campi abbandonati e applicò una riforma morale a Istanbul in collaborazione con il movimento religioso dei Kadizadeli. Ottenendo per la prima volta il successo militare nel 1635 con la conquista di Yerevan, riuscì infine a guidare l'impero alla vittoria riconquistando Baghdad nel 1638 e stabilendo una pace duratura con i Safavidi l'anno successivo.
Murad IV morì nel 1640, a soli 29 anni. Gli succedette suo fratello Ibrahim, l'unico membro maschio rimasto della dinastia ottomana. Come Mustafa I prima di lui, Ibrahim era mentalmente instabile e inizialmente si accontentò di lasciare il governo nelle mani dell'ultimo gran visir di Murad IV, Kemankeş Mustafa Pasha. Ciò durò solo fino al 1644, quando Ibrahim lo fece giustiziare e lo sostituì da un rivale. L'anno successivo la guerra tra l'Impero Ottomano e Venezia fu scatenata da un incidente in cui i pirati maltesi attraccarono l'isola veneziana di Creta dopo aver attaccato una nave ottomana che trasportava pellegrini, compreso il capo eunuco nero, alla Mecca. Gli ottomani invasero rapidamente la gran parte di Creta, ma non furono in grado di sfrattare i veneziani dalla fortezza di Heraklion. In mare, i veneziani riuscirono a prendere il sopravvento e bloccare i Dardanelli, bloccando il commercio e l'approvvigionamento alimentare di Istanbul. Il successivo disordine nella capitale provocò la deposizione di Ibrahim nel 1648, che fu sanzionata dai giannizzeri, dalla Sheikh ul-Islam e persino da Kösem Sultan, sua madre. Il sostituto di Ibrahim fu suo figlio di sette anni, che fu messo al trono come Mehmed IV. Il nuovo governo di Istanbul era quindi composto dalla nonna del giovane sovrano e reggente Kösem Sultan e dai suoi alleati nel corpo dei giannizzeri, uno dei quali fu nominato gran visir. Nonostante i continui disordini sia a Istanbul che nelle province, il blocco dei Dardanelli venne interrotto con successo l'anno successivo. La posizione di Kösem era tuttavia minacciata dalla madre di Mehmed IV, Turhan Sultan. Dopo aver appreso di un complotto di Kösem per avvelenare Mehmed IV, la fazione di Turhan entrò in azione e la assassinò nel 1651.
Turhan Sultan era ormai in una sicura posizione di potere, ma non fu in grado di trovare un gran visir efficace, lasciando l'impero senza una politica coerente per quanto riguarda la guerra con Venezia. Il risultato fu un'altra rivolta delle truppe imperiali nel marzo 1656, che richiese la vita di diversi funzionari governativi, accusati di aver trascurato l'adeguato pagamento delle truppe che avevano lottato per conquistare Creta per così tanto tempo.

### Era Köprülü
Nel 1656 i veneziani presero il controllo delle isole di Lemno e Tenedo e stabilirono un altro blocco dei Dardanelli. Questa azione portò il panico a Istanbul e provocò una rinnovata crisi politica. Avendo bisogno di un cambio di politica, Turhan Hatice nominò gran visir Köprülü Mehmed Pasha, di grande esperienza che iniziò immediatamente un drastico processo di riforma. Ciò comportò il licenziamento o l'esecuzione di tutti i funzionari ritenuti corrotti e la loro sostituzione con uomini fedeli al visir. Durante l'inverno a Edirne dopo aver condotto una campagna di successo per riconquistare le isole, Köprülü estese la sua epurazione alla cavalleria imperiale, giustiziando migliaia di soldati che mostravano segni di slealtà. Questa mossa provocò una seria reazione, e mentre Köprülü guidava l'esercito in una campagna contro la Transilvania, molti dei governatori orientali dell'impero prima rifiutarono di unirsi a lui e lanciarono in seguito una rivolta aperta sotto la guida di Abaza Hasan Pasha, chiedendo al sultano che Köprülü venisse giustiziato. Mehmed IV, ora non più minorenne, scelse di schierarsi con il suo visir e inviò un esercito per sconfiggere i ribelli. Nonostante le vittorie iniziali dei ribelli, la rivolta terminò improvvisamente nel febbraio 1659 con l'assassinio di Abaza Hasan.
Köprülü Mehmed morì nel 1661, lasciando l'impero in una posizione militare e finanziaria molto migliore di quella che aveva trovato. Gli succedette alla carica suo figlio Fazıl Ahmed Pasha (1661-1676). Fu la prima volta nella storia che un gran visir passò l'incarico a suo figlio. A Fazıl Ahmed stesso succedette il fratello adottivo Merzifonlu Kara Mustafa Pasha (1676-1683), ed è a causa di questo ininterrotto controllo della famiglia Köprülü sull'ufficio del gran visir che questo periodo è indicato come l'era Köprülü.
I due successori di Köprülü Mehmed erano amministratori altamente competenti e sotto la loro tutela l'impero godeva di un notevole grado di stabilità. Mehmed IV era contento di consentire loro di gestire gli affari politici dell'impero, ma non era tuttavia un sovrano inattivo. Svolse o un ruolo importante nel simbolismo e nella legittimazione imperiale, viaggiando con l'esercito in campagna prima di consegnare il comando supremo al gran visir. Così, pur non guidando direttamente l'esercito, partecipò comunque alle campagne imperiali, per le quali veniva chiamato gazi, o "guerriero santo", dai contemporanei. Sotto i Köprülü l'impero riprese la sua espansione in Europa, conquistando territori dagli Asburgo, dalla Polonia-Lituania e dalla Russia, oltre a porre fine alla guerra con Venezia con la conquista di Heraklion nel 1669. La spinta all'espansione territoriale sotto il Köprülü raggiunse il suo apice nel 1683 con l'assedio di Vienna, che si concluse con la sconfitta ottomana.
La sconfitta di Vienna inaugurò un importante cambiamento politico nell'impero. Come punizione per il suo fallimento, Mehmed IV ordinò che Merzifonlu Kara Mustafa venisse giustiziato, ponendo fine all'indiscusso dominio dei Köprülü sull'impero. Il risultato fu un periodo di confusione politica in un momento in cui i nemici europei dell'Impero Ottomano si stavano radunando insieme. Nel 1684 gli Asburgo, la Polonia-Lituania, Venezia e il Papato forgiarono un'alleanza nota come Lega Santa per opporsi agli Ottomani, lanciando un periodo di guerra che sarebbe durato sedici anni.

### Guerra della Lega Santa
All'indomani della sconfitta ottomana della battaglia di Vienna che pose fine all'Era Köprülü, l'impero passò un periodo di confusione politica nel momento in cui i nemici europei dell'Impero ottomano si stavano radunando insieme. Nel 1684 gli Asburgo, la Polonia-Lituania, Venezia e il Papato forgiarono un'alleanza nota come Lega Santa per opporsi agli Ottomani, lanciando un periodo di guerra che sarebbe durato sedici anni. L'impero ottomano fu attaccato simultaneamente in Ungheria, Podolia e nella regione del Mediterraneo, mentre dopo il 1686 i loro vassalli di Crimea, che in circostanze normali sostenevano l'esercito ottomano con decine di migliaia di cavalieri, erano continuamente distratti dalla necessità di respingere l'invasione russa.
L'approvvigionamento alimentare di Istanbul fu nuovamente minacciato dall'attività navale veneziana nell'Egeo, contribuendo all'instabilità nella capitale. In Ungheria, gli Asburgo riconquistarono per la prima volta Nové Zámky nel 1684, prima di trasferirsi a Buda. Nonostante avesse resistito a un assedio nel 1685, non riuscì a resistere a un successivo secondo attacco e capitolò agli Asburgo, portando gran parte del paese sotto il controllo degli Asburgo. Gli ottomani furono in grado di salvare Osijek dalla cattura, ma furono sconfitti nella seconda battaglia di Mohács nel 1687. Successivamente l'esercito si ammutinò e marciò su Istanbul, deponendo Mehmed IV a favore di suo fratello Solimano II. Nel caos gli Asburgo riuscirono a penetrare rapidamente nel territorio ottomano, impadronendosi di roccaforti come Eger e Belgrado, arrivando fino a Niš. Tuttavia, nel 1689 la situazione tornò a favore degli ottomani. Nel 1688 Luigi XIV di Francia aveva lanciato la Guerra dei nove anni, distogliendo l'attenzione degli Asburgo dal fronte ottomano. Fazıl Mustafa Pasha, figlio minore di Mehmet Köprülü, fu nominato Gran Visir e guidò l'esercito per recuperare con successo sia Niš che Belgrado. Quello che seguì fu un lungo periodo di stallo, con gli Asburgo che avevano perso la loro testa di ponte a sud del Danubio e gli Ottomani incapaci di ottenere alcun successo duraturo a nord di esso.

### Mustafa II (1695-1703)
Gli Asburgo si occuparono della conquista del Principato di Transilvania, uno stato vassallo ottomano, in cui gli ottomani furono costretti ad accettarne la perdita dopo la disastrosa sconfitta di un esercito guidato personalmente dal sultano Mustafa II nella battaglia di Zenta del 1697. Questa sconfitta spinse gli Ottomani a chiedere la pace ad opera del principe Eugenio di Savoia d'Austria. Nel 1699, l'Ungheria ottomana era stata conquistata dagli austriaci. Il trattato di Karlowitz fu firmato quell'anno. Con tale trattato, Mustafa II cedette l'Ungheria e la Transilvania all'Austria, la Morea alla Repubblica di Venezia e ritirò le forze ottomane dalla Podolia polacca. Anche durante questo regno, Pietro I di Russia (1682-1725) conquistò la fortezza di Azov sul Mar Nero dagli Ottomani (1697). Mustafa fu detronizzato durante la rivolta chiamata incidente di Edirne, preceduta da una campagna su vasta scala in Georgia.